# Luis Garrido
Luis Fernando Garrido (ur. 5 listopada 1990 w Juticalpie) – honduraski piłkarz występujący na pozycji defensywnego pomocnika, reprezentant Hondurasu.

## Kariera klubowa
Garrido urodził się i wychowywał w mieście Juticalpa i jest wychowankiem tamtejszej drugoligowej drużyny Juticalpa FC, skąd trafił do najbardziej utytułowanego klubu w kraju, CD Olimpia z siedzibą w stołecznej Tegucigalpie. Do pierwszego zespołu został włączony już jako siedemnastolatek i już w swoim debiutanckim sezonie, Clausura 2008, wywalczył z Olimpią swój pierwszy tytuł mistrza Hondurasu. Sukces ten powtórzył również rok później, podczas wiosennych rozgrywek Clausura 2009, natomiast w sezonie Apertura 2009 zanotował wicemistrzostwo kraju. Podczas rozgrywek Clausura 2010 po raz trzeci w karierze został mistrzem Hondurasu, zaś w jesiennym sezonie Apertura 2010 wywalczył swój drugi tytuł wicemistrzowski. Mimo licznych osiągnięć odnoszonych w barwach Olimpii pełnił w tej drużynie wyłącznie rolę głębokiego rezerwowego, rozgrywając w tym czasie tylko pięć ligowych spotkań, wobec czego na początku 2011 roku udał się na sześciomiesięczne wypożyczenie do walczącego o utrzymanie w pierwszej lidze Deportes Savio z miasta Santa Rosa de Copán, gdzie z kolei pełnił rolę podstawowego piłkarza.
Po powrocie do Olimpii Garrido wywalczył sobie pewne miejsce w wyjściowej jedenastce ekipy prowadzonej przez argentyńskiego trenera Danilo Tosello i miał fundamentalne znaczenie dla osiąganych w kolejnych kilkunastu miesiącach sukcesach drużyny. W jesiennym sezonie Apertura 2011 zdobył swoje czwarte mistrzostwo Hondurasu, piąty raz tytuł mistrzowski wywalczył w rozgrywkach Clausura 2012, natomiast w sezonie Apertura 2012 zanotował swoje szóste, a zarazem trzecie z rzędu mistrzostwo kraju. W styczniu 2013 został wypożyczony na pół roku z opcją pierwokupu do serbskiej Crvenej zvezdy Belgrad. W Super liga Srbije zadebiutował 27 lutego 2013 w wygranym 2:1 meczu z Javorem Ivanjica i od tamtego czasu był podstawowym zawodnikiem zespołu. Na koniec rozgrywek 2012/2013 zdobył z Crveną zvezdą wicemistrzostwo Serbii, lecz mimo jego dobrych występów stołeczna drużyna nie zdecydowała się wykupić go na stałe z powodów finansowych.
W 2014 roku został wypożyczony do Houston Dynamo. Następnie w 2018 roku grał w LD Alajuelense. W 2020 roku przeniósł się do hiszpańskiej trzecioligowej Córdoby. 

## Kariera reprezentacyjna
W 2007 roku Garrido został powołany do reprezentacji Hondurasu U-17 na Młodzieżowe Mistrzostwa Ameryki Północnej. Tam był podstawowym zawodnikiem swojej drużyny, rozgrywając wszystkie trzy spotkania w wyjściowym składzie, zaś jego kadra, pełniąca wówczas rolę gospodarzy, zakwalifikowała się ostatecznie na Mistrzostwa Świata U-17 w Korei Południowej. Na młodzieżowym mundialu również miał niepodważalne miejsce w wyjściowym składzie i wystąpił we wszystkich trzech meczach w pełnym wymiarze czasowym, lecz Honduranie po komplecie porażek zakończyli swój udział w rozgrywkach już na fazie grupowej. W 2012 roku w barwach reprezentacji Hondurasu U-23 wziął udział w eliminacjach do Igrzysk Olimpijskich w Londynie, gdzie pełnił głównie funkcję rezerwowego i rozegrał cztery mecze, natomiast jego zespół dotarł do finału kwalifikacyjnego turnieju i zdołał awansować się na olimpiadę. W tym samym roku został powołany na Igrzyska Olimpijskie w Londynie, na których wystąpił w trzech spotkaniach, będąc podstawowym graczem ekipy Luisa Fernando Suáreza, a Honduranie odpadli z męskiego turnieju piłkarskiego w ćwierćfinale.
W seniorskiej reprezentacji Hondurasu Garrido zadebiutował za kadencji kolumbijskiego selekcjonera Luisa Fernando Suáreza, 12 października 2012 w zremisowanym 0:0 spotkaniu z Panamą w ramach eliminacji do Mistrzostw Świata 2014. W 2013 roku został powołany na turniej Copa Centroamericana, gdzie wystąpił we wszystkich czterech spotkaniach, a jego drużyna zajęła ostatecznie drugie miejsce w rozgrywkach.